# Xiao'ao
Xiao'ao (kinesiska: 晓澳) är en köping i sydöstra Kina. Den ligger i Lianjiang härad i provinshuvudstaden Fuzhou i provinsen Fujian, omkring 38 kilometer nordost om centrala Fuzhou. Antalet invånare är 29 520. Befolkningen består av 14 749 kvinnor och 14 771 män. Barn under 15 år utgör 16,0 %, vuxna 15-64 år 72 %, och äldre över 65 år 11,0 %.